# Équipe de France de rugby à XV au Tournoi des Cinq Nations 1962
L'Équipe de France de rugby à XV au Tournoi des Cinq Nations 1962 termine à la première place. Elle gagne trois matches et perd de peu (3-0) celui contre l'équipe du pays de Galles. Dix-huit joueurs contribuent à ce succès. Pierre Albaladejo est le meilleur réalisateur français (14 points) et Michel Crauste marque le plus grand nombre d'essais : quatre dont trois contre les Anglais.

## Les joueurs

### Première Ligne
- Amédée Domenech
- Alfred Roques
- Jean de Grégorio
- Jean Laudouar

### Deuxième Ligne
- Bernard Momméjat
- Jean-Pierre Saux

### Troisième Ligne
- Michel Crauste
- Henri Romero
- Roger Gensane

### Demi de mêlée
- Pierre Lacroix (capitaine)

### Demi d’ouverture
- Pierre Albaladejo

### Trois-quarts centre
- Jean Piqué
- Jacques Bouquet
- André Boniface

### Trois-quarts aile
- Henri Rancoule
- Jean Dupuy

### Arrière
- Louis Casaux
- Claude Lacaze

## Résultats des matches
- Le 13 janvier, victoire 11 à 3 contre l'équipe d'Écosse à Édimbourg
- Le 24 février, victoire 13 à 0 contre l'équipe d'Angleterre à Colombes
- Le 24 mars, défaite 0 à 3 contre l'équipe du pays de Galles à Cardiff
- Le 14 avril, victoire 11 à 0 contre l'équipe d'Irlande à Colombes

## Points marqués par les Français

### Match contre l'Écosse
- Pierre Albaladejo (8 points) : 1 transformation, 2 pénalités
- Henri Rancoule (3 points) : 1 essai

### Match contre l'Angleterre
- Michel Crauste (9 points) : 3 essais
- Pierre Albaladejo (4 points) : 2 transformations

### Match contre le pays de Galles
Pas de point marqué par la France

### Match contre l'Irlande
- Bernard Momméjat (3 points) : 1 essai
- Michel Crauste (3 points) : 1 essai
- Claude Lacaze (3 points) : 1 essai
- Pierre Albaladejo (2 points) : 1 transformation